# Jamné
Jamné är en ort i Tjeckien.   Den ligger i regionen Vysočina, i den centrala delen av landet, 120 km sydost om huvudstaden Prag. Jamné ligger 534 meter över havet och antalet invånare är 493.
Terrängen runt Jamné är platt, och sluttar västerut. Runt Jamné är det ganska glesbefolkat, med 45 invånare per kvadratkilometer. Närmaste större samhälle är Jihlava, 10,3 km väster om Jamné. Omgivningarna runt Jamné är en mosaik av jordbruksmark och naturlig växtlighet.